# 震灾预防调查会
震灾预防调查会（日语：震災予防調査会）是指日本文部省于1892年6月设立的地震研究组织。该组织已于1925年11月重组为现在的东京大学地震研究所。

## 沿革
在得知1891年浓尾地震造成的巨大震灾后受到冲击的日本地震学家菊池大麓，向帝国议会提交了关于虽然不能预防地震，但也要研究抑制震灾程度的方法的建议。明治政府接受了这一建议，以审议研究地震预防相关内容的施行方法为目的，于1892年设立了震灾预防调查会。
调查会的首任会长为时任东京大学校长的加藤弘之。成员有菊池大麓、小藤文次郎、关谷清景、田中馆爱橘、长冈半太郎和大森房吉等共11人。同时，由约翰·米尔恩担任干事。
随着研究的进展，该调查会的研究内容被逐步细分。然而，由于在当时，海军省水路部和新设的测地学委员会在同时期分别对地磁测量和重力测量领域进行研究。为停止这种重复的研究行为，调查会的部分权限被移除，其研究活动受到了相应的限制。同时，由于大森房吉的研究成果突出，影响力在学界内变强，有批评称该调查会仿佛就像是被大森房吉统治了一样。除此之外，由于1923年关东大地震时调查会没能提出有效的对策而受到批判，会外要求设置专门的研究所的声音高涨，1925年在设置地震预防评议会的同时，调查会也被重组，随后组成了现在的东京大学地震研究所。

## 研究内容
震灾预防调查会从地质学、地球物理学和建筑学等方面对地震和震灾发生的原理进行研究。在此过程中，为防止地震带来的灾害，该调查会制定了响应对策，进行了积极的调查、研究和提议。